# Női 4 × 100 méteres gyorsúszás a 2011. évi nyári európai ifjúsági olimpiai fesztiválon
A Trabzonban rendezett 2011. évi nyári európai ifjúsági olimpiai fesztiválon az úszó versenyszámok közül a női 4 × 100 méteres gyorsúszást  július 25-én rendezték.

## Előfutamok
Az összesített eredmények alapján a legjobb időeredménnyel rendelkező 8 csapat jutott a döntőbe.
| H   | F | Nemzet             | Versenyzők                                                                      | E                                       | Mj |
| --- | - | ------------------ | ------------------------------------------------------------------------------- | --------------------------------------- | -- |
| 1.  | 3 | Németország        | Anna Stephanie Dietterle Janine Wirz Rosalie Kaethner Nele Klein                | 3:50.87 56.48 57.92 58.42 58.05         | Q  |
| 2.  | 3 | Oroszország        | Elizaveta Korolkova Anastasia Guzhenkova Rozaliya Nasretdinova Kristina Pukhova | 3:51.19 57.22 58.40 57.82 57.75         | Q  |
| 3.  | 2 | Egyesült Királyság | Siwan Thomas-Howells Ellena Jones Emma Day Harriet Cooper                       | 3:54.36 58.92 58.46 59.62 57.36         | Q  |
| 4.  | 2 | Szlovénia          | Nastja Govejsek Gaja Natlacen Kaja Sajovec Tjasa Pintar                         | 3:55.02 58.50 59.20 59.40 57.92         | Q  |
| 5.  | 3 | Magyarország       | Novoszáth Melinda Kiss Nikoletta Kovács Zsanett Sebestyén Dalma                 | 3:58.62 59.13 1:00.08 59.86 59.55       | Q  |
| 6.  | 3 | Olaszország        | Alessandra Grimoldi Paola Lanzilotti Giorgia Biondani Dana Casotto              | 3:59.97 59.15 1:01.64 57.05 1:02.13     | Q  |
| 7.  | 1 | Spanyolország      | Fatima Gallardo Laura Fabregas Sandra Garcia Paula Sanchez                      | 4:01.49 57.68 1:00.56 1:02.20 1:01.05   | Q  |
| 8.  | 1 | Svédország         | Elin Podeus Marlene Pavlu Lewin Lina Rosvall Erica Sjoholm                      | 4:01.80 1:02.53 57.96 1:00.19 1:01.12   | Q  |
| 9.  | 1 | Ausztria           | Julia Kukla Desiree Felner Katharina Himmler Lena Kreundl                       | 4:03.08 1:00.93 1:01.04 1:01.42 59.69   |    |
| 10. | 1 | Litvánia           | Eva Gliozeryte Aiste Kubiliute Vikte Labanauskaite Ruta Meilutyte               | 4:06.50 1:00.92 1:04.18 1:04.50 56.90   |    |
| 11. | 3 | Luxemburg          | Jennifer Diederich Manon Van Den Bossche Monique Olivier Julie Meynen           | 4:06.74 1:02.08 1:02.29 1:01.64 1:00.73 |    |
| 12. | 1 | Lengyelország      | Jowita Sienczyk Milena Klaudia Karpisz Agata Maria Magner Nikola Sara Petryka   | 4:06.83 1:02.11 1:02.00 1:01.73 1:00.99 |    |
| 13. | 2 | Görögország        | Vasiliki-Stavroula Baka Ioanna Vordi Lydia Musleh Persefoni Moira               | 4:07.17 1:00.36 1:02.82 1:01.11 1:02.88 |    |
| 14. | 2 | Svájc              | Rachel Tschabuschnig Benedetta Cena Babette Krenger Chiara Zollinger            | 4:07.27 1:01.26 1:01.08 1:02.33 1:02.60 |    |
| 15. | 2 | Finnország         | Susanne Hirvonen Leona Palvimaki Laura Maki Yvonne T. De Balsch                 | 4:08.68 1:02.84 1:00.70 1:02.80 1:02.34 |    |
| 16. | 3 | Dánia              | Lise-Lotte Bentin Hannah Nissen Lisa Duus Mette Haagen-Larsen                   | 4:09.28 1:01.59 1:04.07 1:03.27 1:00.35 |    |
| 17. | 1 | Törökország        | Zeynep Busra Onal Ecem Donmez Hande Zeynep Kivanc Elif Nur Nas                  | 4:10.10 1:01.01 1:04.23 1:03.73 1:01.13 |    |
| 18. | 3 | Szlovákia          | Barbora Misendova Karolina Hajkova Nina Furjesova Andrea Podmanikova            | 4:11.89 1:00.36 1:04.41 1:04.57 1:02.55 |    |
| 19. | 2 | Észtország         | Elena Kaen Kristin Marija Letunova Kristina Jumankina Monika Lipard             | 4:25.20 1:04.76 1:08.31 1:07.88 1:04.25 |    |

## Döntő
| H     | Név                | Nemzet                                                                      | E                                     | Mj  |
| ----- | ------------------ | --------------------------------------------------------------------------- | ------------------------------------- | --- |
| Arany | Oroszország        | Elizaveta Korolkova Rozaliya Nasretdinova Kristina Pukhova Mariya Baklakova | 3:47.57 57.08 57.33 57.27 55.89       |     |
| Ezüst | Németország        | Anna Stephanie Dietterle Janine Wirz Rosalie Kaethner Nele Klein            | 3:50.12 55.77 58.12 58.29 57.94       |     |
| Bronz | Szlovénia          | Nastja Govejsek Gaja Natlacen Kaja Sajovec Tjasa Pintar                     | 3:52.53 57.13 59.25 58.81 57.34       |     |
| 4     | Egyesült Királyság | Siwan Thomas-Howells Ellena Jones Emma Day Harriet Cooper                   | 3:53.51 58.59 58.34 59.79 56.79       |     |
| 5     | Magyarország       | Novoszáth Melinda Kiss Nikoletta Kovács Zsanett Sebestyén Dalma             | 3:58.06 58.70 59.83 1:00.30 59.23     |     |
| 6     | Olaszország        | Alessandra Grimoldi Dana Casotto Giorgia Biondani Paola Lanzilotti          | 3:59.05 58.96 1:01.25 58.05 1:00.79   |     |
| 7     | Spanyolország      | Fatima Gallardo Laura Fabregas Paula Sanchez Sandra Garcia                  | 4:02.96 58.15 1:00.76 1:01.16 1:02.89 |     |
| -     | Svédország         | Lina Rosvall Marlene Pavlu Lewin Elin Podeus Erica Sjoholm                  | 1:00.32 57.94 1:01.18                 | DSQ |